# ويليام بي. إيفال جونيور
ويليام بي. إيفال جونيور (بالإنجليزية: William B. Ewald, Jr.)‏ هو مؤرخ أمريكي، ولد في 8 ديسمبر 1925، وتوفي في 16 مارس 2015 بسبب فشل تنفسي.